# قهواره
قهواره (بالفارسية: گهواره) هي مدينة تقع في إيران في كرمانشاه. يقدر عدد سكانها بـ 4,708 نسمة.